# Davide Plebani
Davide Plebani (Sarnico, 24 luglio 1996) è un pistard, ciclista su strada e paraciclista italiano che corre per il Gruppo Sportivo Fiamme Oro. Su pista è stato medaglia di bronzo mondiale di inseguimento individuale nel 2019, mentre come guida di Lorenzo Bernard è stato medaglia di bronzo paralimpica di inseguimento B su pista a Parigi 2024.

## Carriera
Attivo sia su pista che su strada, nel 2014 ha vinto il Campionato italiano su strada nella categoria Juniores.
Nel 2019, ai Campionati del mondo su pista di Pruszków, ottiene il terzo posto nell'inseguimento individuale, dietro al connazionale Filippo Ganna e al tedesco Domenic Weinstein. Sempre nello stesso anno conquista due medaglie d'argento ai Giochi europei di Minsk, entrambe nell'inseguimento, a cui aggiunge un secondo posto nell'Europeo di Apeldoorn, ancora nell'inseguimento a squadre.
Nel 2024 prende parte ai Giochi paralimpici di Parigi nel ruolo di guida di Lorenzo Bernard, con il quale conquista la medaglia di bronzo nell'inseguimento classe B.

## Palmarès

### Pista
- 2013 (Juniores)

Campionati italiani, Velocità a squadre Junior (con Gianmarco Begnoni e Alberto Dell'Aglio)
Campionati italiani, Inseguimento a squadre Junior (con Giacomo Garavaglia e Giovanni Pedretti)
Campionati italiani, Americana Junior (con Gianmarco Begnoni)
- 2019

6ª prova Coppa del mondo 2018-2019, Inseguimento a squadre (Hong Kong, con Liam Bertazzo, Filippo Ganna e Francesco Lamon)
Sei giorni delle Rose (con Michele Scartezzini)
Tre sere di Pordenone (con Stefano Moro)
- 2020

Sei giorni delle Rose, Americana (con Stefano Moro)
Sei giorni delle Rose (con Stefano Moro)
Tre sere di Pordenone, Corsa a punti
Tre sere di Pordenone, Americana (con Stefano Moro)
- 2021

Gran Premio Città di Ascoli, Omnium
- 2022

Grand Prix Brno, Omnium
3ª prova Coppa delle Nazioni, Inseguimento a squadre (Cali, con Liam Bertazzo, Francesco Lamon, Jonathan Milan e Michele Scartezzini)
Campionati italiani, Americana (con Mattia Pinazzi)

### Strada
- 2013 (Juniores)[10]

Trofeo Officina Meccanica GM Mara
Coppa Canonico Cossali
- 2014 (Juniores)[11]

Trofeo Comune di Gussago
Giro del Lodigiano
Trofeo Città di Palazzolo
Piccola Tre Valli Varesine
Campionati italiani, Prova in linea Juniores
Trofeo Vittorio Giorgi
4ª tappa Tre Giorni Orobica (Lallio > San Paolo d'Argon)
- 2019 (Arvedi Cycling, tre vittorie)[12]

Coppa Caduti di Reda
Trofeo Gino Visentini
Targa Comune di Castelletto Cervo

#### Altri successi
- 2018 (Team Colpack)

Campionati italiani, Cronosquadre Under-23 (con Nicolas Dalla Valle, Carloalberto Giordani e Stefano Oldani)
Cronosquadre della Versilia

## Piazzamenti

### Competizioni mondiali
- Campionati del mondo su pista

Glasgow 2013 - Inseguimento a squadre Junior: 9º
Glasgow 2013 - Scratch Junior: 8º
Seul 2014 - Inseguimento a squadre Junior: 4º
Seul 2014 - Omnium Junior: 5º
Pruszków 2019 - Inseguimento a squadre: 10º
Pruszków 2019 - Inseguimento individuale: 3º
Berlino 2020 - Inseguimento individuale: 10º
- Giochi paralimpici

Parigi 2024 - Inseguimento B: 3º

### Competizioni europee
- Campionati europei su pista

Anadia 2013 - Inseguimento a squadre Junior: 4º
Anadia 2013 - Scratch Junior: 12º
Anadia 2013 - Americana Junior: 6º
Atene 2015 - Inseguimento individuale Under-23: 19º
Atene 2015 - Inseguimento a squadre Under-23: 6º
Atene 2015 - Americana Under-23: 16º
Montichiari 2016 - Inseg. a squadre Under-23: 2º
Aigle 2018 - Inseguimento individuale Under-23: 4º
Aigle 2018 - Inseguimento a squadre Under-23: 4º
Aigle 2018 - Americana Under-23: 6º
Apeldoorn 2019 - Inseguimento a squadre: 2º
Apeldoorn 2019 - Inseguimento individuale: 8º
Monaco di Bav. 2022 - Inseguimento a squadre: 8º
Monaco di Bav. 2022 - Inseguimento individuale: 2º
- Campionati europei su strada

Nyon 2014 - In linea Junior: 6º
Plouay 2020 - Staffetta mista: 3º
- Giochi europei

Minsk 2019 - Inseguimento individuale: 2º
Minsk 2019 - Inseguimento a squadre: 2º
Minsk 2019 - Americana: 6º